# Bitka kod Poitiersa
Bitka kod Poitiersa ili Bitka kod Toursa odigrala se 10. listopada 732. Tada su snage franačkog majordoma Karla Martela nanijele težak poraz muslimanskoj vojsci Omejadskog kalifata pod vodstvom emira Abdula Rahmana. U bitki je emir Abdul Rahman ubijen.
Muslimanska vojska je već prodirala čak do Burgundije i Bordeauxa. Ta pobjeda je zaustavila daljnji prodor muslimanske vojske u Europu i sačuvala je kršćanski karakter zapadne Europe.
Postoje različite procjene veličine franačke vojske, od 20.000 do 30.000. Franačka vojska je bila prva zapadna stajaća vojska od pada Zapadnog Rimskog Carstva. Bili su uvježbani za borbu u falangama protiv muslimanske teške konjice. Abdul Rahman je imao na raspolaganju oko 80.000, većinom maurske lake konjice kojoj je dodana arapska teška konjica. I zapadni i arapski izvori navode da je muslimanska vojska bila višestruko brojnija od franačke. Gubitci tijekom bitke nisu poznati. Postoji jedan izvor koji navodi da je 1.500 Franaka izgubilo život, a muslimanske snage su pretrpjele jako velike gubitke, uključujući gubitak zapovjednika.
Iako danas postoje određene špekulacije o tome, Bitka kod Toursa generalno je prihvaćena u svjetskoj povijesti kao jedna od najvažnijih bitaka svih vremena. Njena povijesna vrijednost leži u tome da je Karlo Martel spasio europsku rimsko-grčku kulturu i osigurao opstanak kršćanstva kao dominantne europske religije. 

## Uvod

### Muslimansko osvajanje iz Španjolske
Mauri su pod vodstvom Al Sam ibn Malika prešli u današnju Francusku i tu su pregazili Septimi 719. i uspostavili svoje sjedište u Narbonnei 720. Pomoću luke u Narbonnei, Mauri se lako opskrbljuju i dovlače pojačanja, tako da osvajaju okolno područje s gradovima, koje su nadzirali Vizigotski plemići: Allez, Béziers, Agde, Lodève, Maguelone i Nîmes. Al Sam ibn Malika je opsjedao Toulouse tri mjeseca. U bitki kod Toulousea 721. pobjeđuje Odo Akvitanski, a Al Sam ibn Malika je tu ubijen. Taj je poraz zaustavio Maure i dao potrebno vrijeme Francima za pripremu vojske za veliku invaziju.
Narbonne u južnoj Francuskoj je ostao sjedište iz kojeg su Arapi prodirali duboko u Franačku. Narbonne je bio odlično sjedište zbog lake opskrbe preko mora. Nastavljale su se pljačke i prodori, tako da su 725. došli do Otuna u Burgundiji. 
Odo Akvitanski je bio samo formalno pod franačkom vlašću, a zapravo se opirao franačkom suverenitetu. Bio je ugrožen sa sjevera Francima, a s juga Arapima. Zbog toga sklapa sporazum s maurskim emirom Katalonije Utmanom dajući mu svoju kćer za ženu, te su arapski napadi prestali. Ali Utman se pobunio protiv Abdul Rahmana, koji je bio guverner cijele al-Andaluzije. Abdul Rahman je skršio tu pobunu i ponovo je Odo Akvitanski ostao bez zaštite. Velika arapska vojska krenula je svom silinom protiv Ode Akvitanskog. U bitki kod Bordeauxa Odo Akvitanski je teško poražen, a grad Bordeaux je zauzet. Pokolj kršćana je bio tako stravičan, da je Izidor Pasensije komentirao: "Samo bog zna koliko je poklanih." Arapi su poslije toga poharali veliki dio Franačke. 

### Odo Akvitanski moli Franke
Odo Akvitanski se obraća Francima za pomoć. Pred Karlom Martelom ponovo priznaje suverenitet Franačke nad Akvitanijom. A Karlo Martel se za bitku protiv muslimana priprema čitavo desetljeće. Vjerovao je da ako padne cijela Akvitanija, da će tada biti izgubljen i Zapad. 
Muslimani tada nisu bili svjesni prave snage franačke vojske. Nisu znali da je Karlo Martel više od 10 godina pripremao stajaću vojsku od veterana i da je ta vojska bila dobro uvježbana. 

### Napredak prema Loirei
Tijekom 732. prethodnica arapskih snaga je došla do Loiree i time je ostala odsječena od linije opskrbe i većine svoje vojske. Nakon poraza protivničkih snaga, arapske snage bi se podijelile u manje pljačkaške postrojbe, koje su uništavale i pljačkale, dok je glavnina vojske sporo napredovala. 
Odo Akvitanski je tako lako poražen kod Bordeauxa, jer se sukobio s arapskom konjicom u otvorenoj bitki, dok je u bitci kod Toulousea 721. on napao iznenada. Kod Bordeauxa je gotovo cijela akvitanska vojska pobijena, s minimalnim muslimanskim gubicima. Gotovo sva vojska Oda Akvitanskog se sastojala od pješaka, odnosno bila je bez oklopljene konjice, kao i druge europske vojske toga vremena. Muslimanska teška konjica je jednostavno razbila akvitansko pješaštvo u prvom napadu i onda su ih jednostavno pobili dok su bili u bijegu. 
Arapsko-maurska vojska je poslije pobjede kod Bordeauxa počela s pripremama za osvajanje cijelog juga Franačke.

## Bitka

### Pripreme za manevar
Arapsko-maurska vojska je bila iznenađena, jer je blizu Toursa naišla na vrlo veliku vojsku, koja je bila pripremljena za bitku i još se nalazila na povišenom terenu. Karlo Martel je odlučio započeti bitku u formaciji falange. 
Šest dana su se dvije vojske promatrale samo s manjim okršajima. Muslimani su čekali da im stigne i preostali dio vojske. Kad su stigli, još se nisu osjećali dovoljno snažnim. Abdul Rahmanu se nije sviđalo što je protivnik odabrao i prostor i uvjete bitke. Karlo Martel je pak znao da Abdul Rahman neće odustati od Toursa, kojeg su Muslimani željeli opljačkati. Nitko nije htio prvi napasti. Franci su bili dobro pripremljeni za hladno vrijeme, a imali su i terensku prednost. Arapi nisu htjeli napasti, nego su željeli da Franci izađu u otvorenu bitku. Franci su željeli da Arapi krenu uzbrdo prema njima. 
Tu igru čekanja dobiva Karlo Martel, jer Abdul Rahman konačno sedmog dana odlučuje napasti. 

### Početak bitke, Franci odolijevaju oklopljenoj konjici
Abdul Rahman je vjerovao u taktičku superiornost svoje konjice i s njom je uvijek napadao ispočetka. Muslimani su već mnogo puta pobijedili sa svojom konjicom naoružanom dugim kopljima i sabljama. Franci su ovisili o neoklopljenim pješacima. 
Karlo Martel je dobro obučio svoje veterane. Nekoliko je puta arapska konjica napadala pješačku liniju, ali nije uspijevala razbiti borbeni poredak. Bilo je mnogo mrtvih s obje strane, ali je franačka borbena linija odolijevala. To je bilo prvi put da je neoklopljeno pješaštvo izdržalo žestoke konjičke napade. 

### Preokret u bici
Muslimanska konjica je uspjela ući u zaštićeni kvadrat i ugroziti samog Karla Martela. Ipak franačka linija se dobro držala i odolijevala je.
Karlo Martel je poslao izviđače da izazovu kaos u arapskoj pozadini. Martelovi izviđači su napali arapski logor u kome je bilo robova i opljačkanih predmeta. Kada su Arapi tijekom bitke čuli da je ugroženo sve ono blago što su opljačkali u Bordeauxu, pojurili su u svoj logor kako bi osigurali opljačkano blago. Time je razbijen jedan dio muslimanskih linija. 
Ostatak muslimanske vojske, koji nije znao o čemu se radi, pomislio je da se radi o povlačenju muslimanske vojske. To se pretvorilo u nepredviđeno opće povlačenje. Abdul Rahman je pokušao zaustaviti povlačenje. Pri tome je bio opkoljen i poginuo je. Pogibija vođe dovela je do općeg povlačenja muslimana u svoj logor. 
Franci su se ponovno postavili u falangu, vjerujući da će se bitka ponovo ujutro nastaviti. 

### Sljedeći dan
Sljedeći dan muslimani nisu nastavili bitku, nego su se povukli. Karlo Martel nije mogao vjerovati. Smatrao je da mu mislimani spremaju zasjedu i nije želio napustiti povoljniju poziciju. 
U muslimanskom logoru je prethodnu noć izbila velika svađa tko će biti vođa poslije smrti Abdula Rahmana. U muslimanskoj je vojsci bilo mnogo nacija; Arapa, Maura, Perzijanaca i mnoštvo drugih. Nikako se nisu mogli složiti. Jedino je poginuli Abdul Rahman imao kalifovu fatvu i autoritet. Kako se nisu mogli složiti tko će biti vođa, povlače se, iako su bili mnogo jači od Franaka i mogli su pobijediti. 
Karlo Martel je uspio nemoguće, s pješacima je bez strijela pobijedio oklopljenu konjicu. Pobjedom nad daleko nadmoćnijim neprijateljem ušao je u legendu kao veliki general. 

### Posljedice
Arapi su se povukli preko Pirineja, a Karlo Martel je tada nastavio istjerivati muslimanske snage iz Francuske. Nakon Oda Akvitanskog njegov sin Hunold je tražio neovisnost Akvitanije. Iako je želio Akvitaniju pod svojim suverenitetom, Karlo Martel priznaje Akvitaniju, pošto su mu Arapi ugrožavali Provansu. Kada su se muslimani vratili, Hunold priznaje suverenitet Karla Martela. 
Arapske pomorske invazije predvodio je sin Abdul Rahmana. Iskrcao se kod Narbonne 736. Karlo Martel je vratio Avignon i Arles uz pomoć kralja Lombardije. Zauzima ponovno Nîmes, Béziers i Agde, te razara utvrde. Kod Arlesa Karlo Martel nanosi težak poraz muslimanskim snagama, a grad spaljuje do temelja kako ne bi više bio muslimanska baza za daljnje prodiranje. Kod Narbonne pobjeđuje muslimansku vojsku na rijeci Berre, ali ne uspijeva zauzeti grad. Ostavio je grad Narbonne usamljen i izoliran, dok će ga njegov sin kasnije osloboditi. 
U bitki kod rijeke Berre Karlo Martel je prvi put koristio tešku konjicu u koordinaciji s pješačkim falangama. Tu je pobijedio mnogobrojnije muslimanske snage. Ta sposobnost koordinacije teške konjice i pješaštva dala je Karlu Martelu moć pobjeđivanja daleko brojnijih muslimanskih snaga. 
Bitka kod Toursa osigurala je opstanak kršćanstva, kao i opstanak rimsko-grčko-europske tradicije, te stvorila plodno tlo za uspon Franaka, kao dominantne skupine u Europi. Unatoč povijesnoj pobjedi franačkih snaga, većina Pirinejskog poluotoka ostala je u arapskim rukama. Rekonkvista, kojom su pirinejski narodi oslobađali svoju zemlju od muslimana, završena je 1492., simbolično iste godine kada je Kristofor Kolumbo otkrio Ameriku, čime je upravo ta europska kulturno-civilizacijska sfera, koju je kod Poitiersa spasio Karlo Martel, postala dominantnom svjetskom kulturom.